# Контрольний постріл (Цілком таємно)
Контрольний постріл (Surekill) — 8-й епізод восьмого сезону серіалу «Цілком таємно». Епізод не належить до «міфології серіалу» — це монстр тижня. Прем'єра в мережі «Фокс» відбулася 7 січня 2001 року.
У США серія отримала рейтинг Нільсена, рівний 8.0, це означає, що в день виходу її подивилися 13.3 мільйона глядачів.

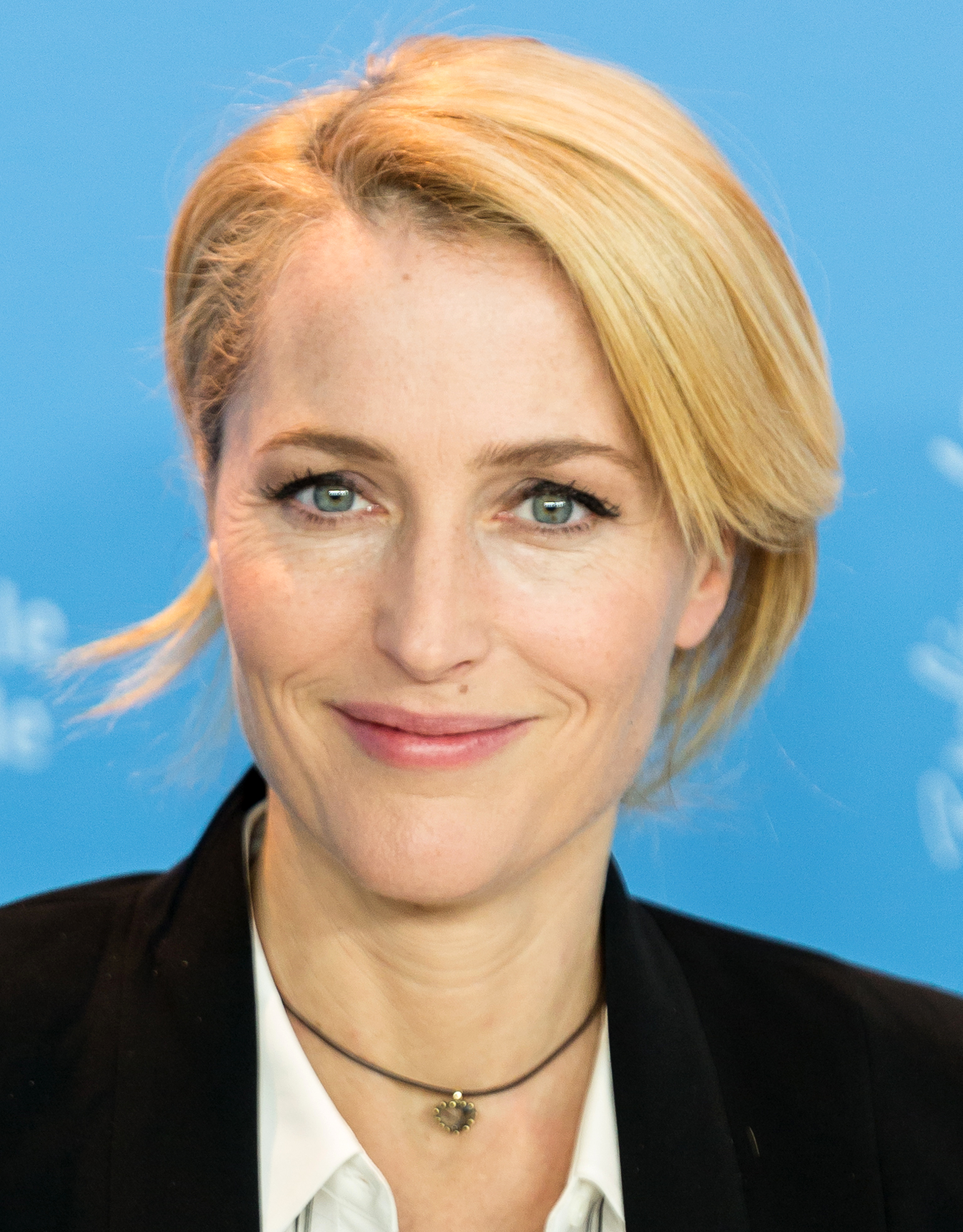

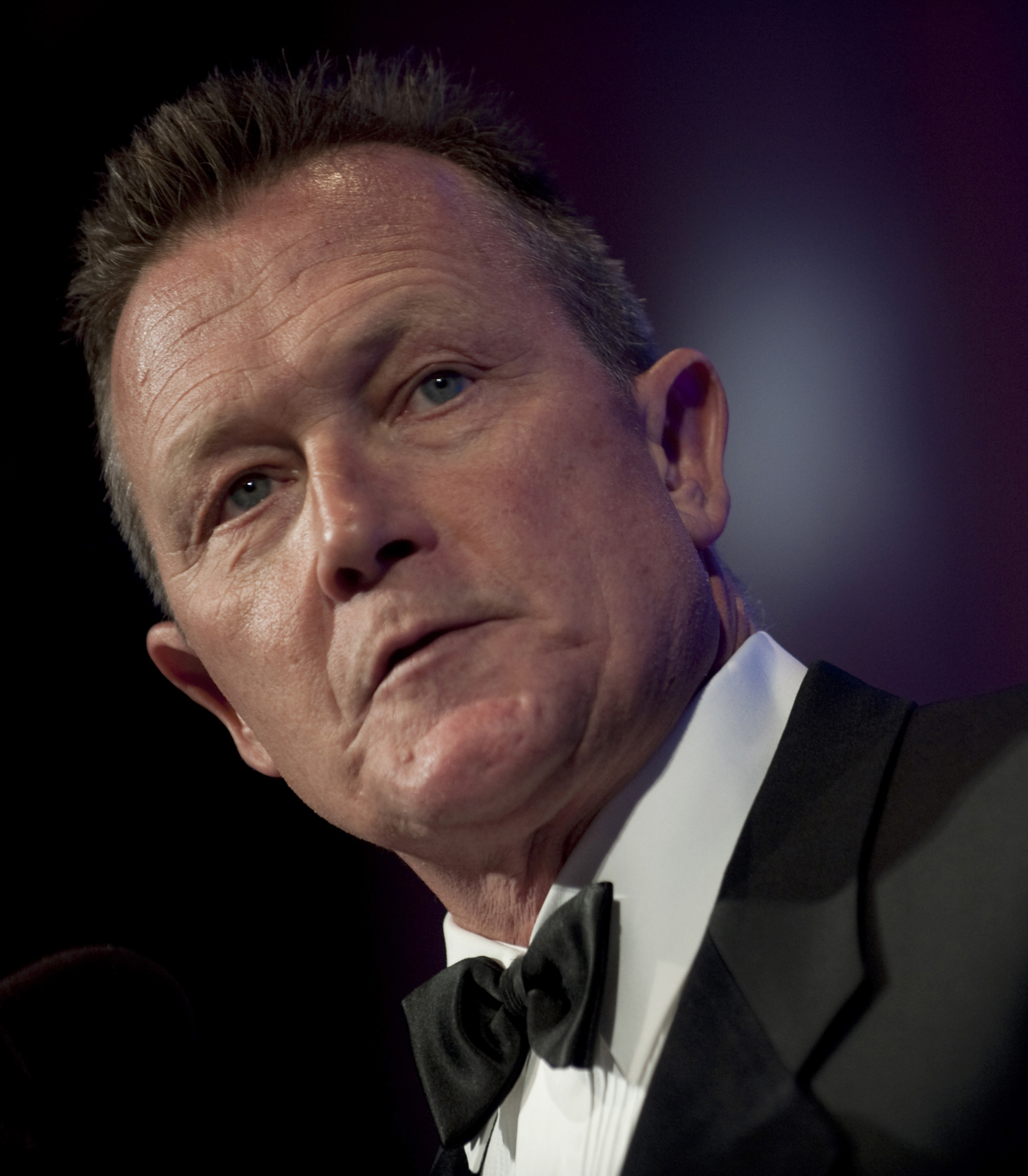

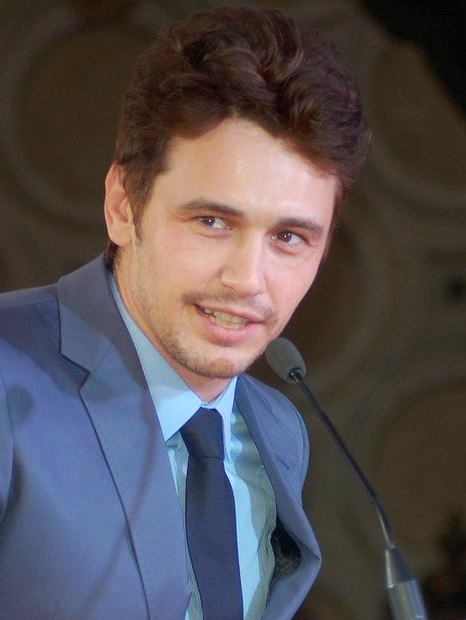

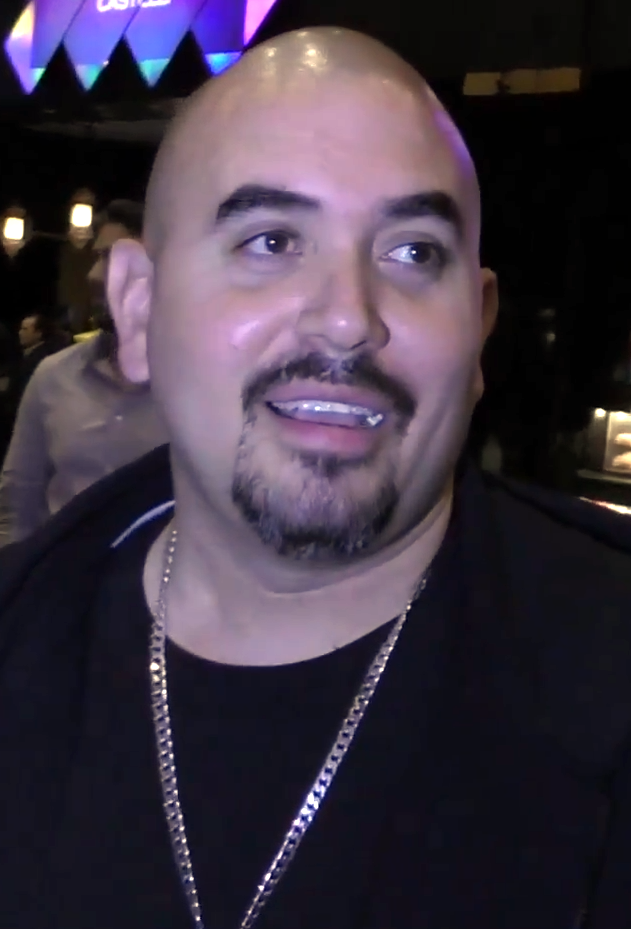

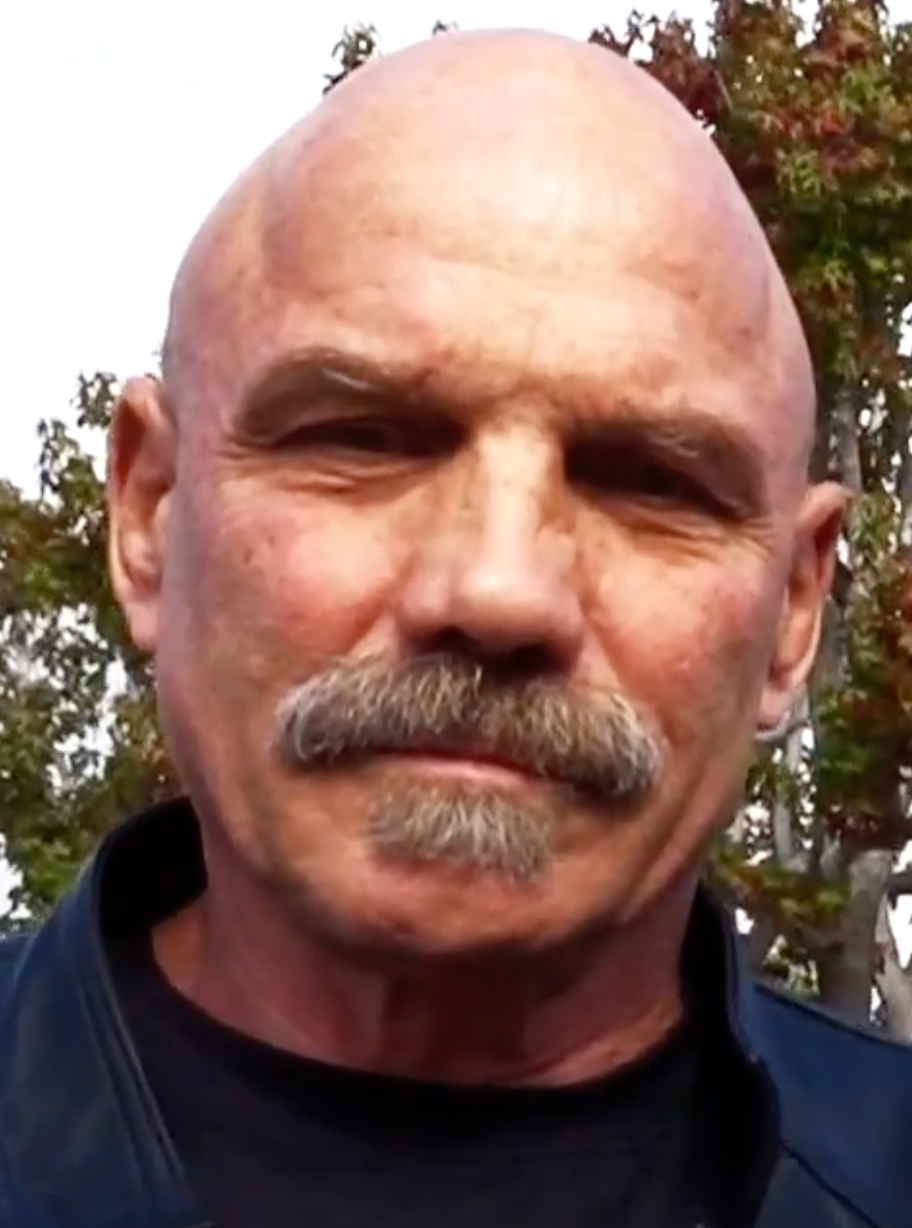

Рієлтора вбивають, коли він перебуває сам в одиночній камері, пострілом в голову. Доггетт намагається знайти вбивцю і зрозуміти, як він це зробив. Але незабаром він і Скаллі розуміють, що в цій справі сховано більше, ніж здається на перший погляд.

## Зміст
Істина поза межами досяжного
У Вустері (штат Массачусетс) Карлтон Чейз тікає від невідомого нападника, і встигає зробити короткий телефонний дзвінок знайомій, а потім біжить до відділку поліції. Після сутички з охоронцями його поміщають у велику кімнату із бетонітними стінами і міцними сталевими дверима. Він кричить до офіцерів, що все ще в небезпеці — вони вважають що чоловік під впливом якоїсь речовини. Раптом його застрелюють на очах поліцейського зсередини кімнати.
Дейна Скаллі і Джон Доггетт досліджують місце злочину і дізнаються, що Чейз був убитий кулею із бронебійним сердечником, який, схоже, потрапив в кімнату через вентиляційний отвір у стелі. Після подальшого розслідування агенти виявляють, що вбивця вистрілив у дах, стелю та повітроводи, аж потім поцілив у жертву.
Теммі Пейтон входить заходить у «Surekill AAA-1» (організація по винищенню шкідників) і відтворює її телефонні повідомлення, де міститься дзвінок загиблого з минулої ночі. Вона намагається проникнути у праву шухляду свого столу, коли заходить Двайт, і починає допитувати її через телефонне повідомлення. Вона згадує про вбивство Двайту, і він у відповідь просить її спробувати зателефонувати Рендалу. Рендал в приміщенні — і виявляється що Двайт його брат. Потім Двайт протистоїть Рендалу в провулку. Двайт каже йому, що не проти того, що він робить, якщо він повідомляє про це. При розмові братів спостерігається певна розумова відсталість Рендала. Пізніше Скаллі та Доггетт досліджують резиденцію Чейза і знаходять на підлозі пістолетну гільзу.
Уночі Двайт знаходить озброєних людей та вимагає своїх грошей. Вони намагаються його вбити — він же тільки наводить пальцем і каже «бах» — три чоловіки падають застрелені. В кімнату входить Рендал — у нього в руках пістолет — а дуло обмотане рушником що горить.
Скаллі та Доггетт прибувають до місця злочину та розпитують про клієнта компанії Карлтона Чейза. Скаллі повідомляє Доггетту — вона схильна стверджувати що око вбивці розпізнає хвилі рентгенівського спектра — тому він «бачить крізь стіни». Дейні Доггетт повідомляє — він знайшов у агента з нерухомості фтористий сульфурил.
Теммі і Двайт ідуть в кімнату усамітнитися — Рендал дивиться на стіну і виходить з сусіднього приміщення. Приходять агенти — до них виходить Двайт. Вони показують рахунки агентства виставлені Чейзу. На свої запитання агенти відповідей не отримують. Двайт має сутичку з Теммі щодо автоповідомлення, і вона каже неправду.
Агенти дивляться справу попередніх років — як майже сліпий Двайт викрав автомобіль — бо за кермом сидів Рендал; обидва близнюки відбули терміни ув'язнення. Тим часом Рендал дивиться на Теммі через стіну.
Наступного ранку Теммі повертається до контори і поспішає дістати зі свого столу книгу депозитів, у якій показано, що вона зняла з рахунку фірми — але її спіймали Двайт та Рендал. Двайта перебивають агенти ФБР — у них є ордер на обшук. Доггетт відкриває скриньку, якої Теммі намагалася позбутися, і в якій нічого не міститься, що його дуже здивувало. Двайт стверджує, що він веде чистий бізнес, але Скаллі дістає кілька папок, що містять рахунки-фактури для Чейза.
Доггет допитує Двайта, а Скаллі — Рендала. Рендал повторює слова Двайта, коли він читає по його губах крізь стіну. Рендал відповідає, що вони з Двайтом лише винищувачі шкідників. Скаллі підозрює — Теммі є причиною убивства Чейза. Пізніше Теммі повертається додому і зустрічається з Рендалом, вони обидва їдуть на автовокзал. Стає зрозуміло, що вони мають намір втекти разом, але Теммі повинна піти забрати свій запас грошей. Тим часом Доггетт знаходить телефонні записи, які показують, що Теммі та Чейз дзвонили туди-сюди пізно вночі. Доггетт і Скаллі обшукують квартиру Теммі, і Доггетт набирає останній дзвінок з телефона Таммі, отримуючи автовокзал.
Теммі повертається з банку і сідає в машину. Двайт застає її зненацька — він на задньому сидінні, притуляє до голови пістолет і каже вести машину. Автобус рушає без Теммі й Рендал відходить від стоянки — туди прибувають поліцейські автомобілі. Двайт приходить до висновку, що Рендал вбив Чейза, тому що він і Теммі були разом. Цю суперечку застає Рендал — Двайт подає йому пістолет і просить стріляти по Теммі. Теммі намагається відмовити Рендала від цього, але він стріляє крізь стіну поруч з нею і вбиває Двайта. Зрештою Рендала заарештовують, але Теммі за мовчазного сприяння Рендала вдається втекти.
Він побачив в ній те, чого вона сама в собі не бачила

## Зйомки
Епізод був написаний виконавчим редактором Грегом Вокером, це був його другий сценарій в серіалі, після серії «Марка „Ікс“». «Surekill» був першим і єдиним епізодом «Цілком таємно», режисував який Терренс О'Гара. Хоча епізод був восьмим за порядковим номером, насправді це дев'ята знята серія — про що свідчить його виробничий номер: 8ABX09. Сцени в «AAA-1 Surekill Exterminators» — справа рук Рендала і Дуайта, були зняті на справжній бізнес-лінії, розташованій по вулиці Пальметто в Лос-Анджелесі.
Запрошену зірку «Surekill» зіграв Майкл Бовен, «приятель байкера» Роберта Патріка. Через це Патрік був помітно більш енергійним на зйомках епізоду. Джилліан Андерсон розповідала: «Роберт був схожий на Зайчика-Енерджайзера. Він був просто заряджений енергією і не розслабився, поки не закінчувався день, незалежно від того, скільки часу це тривало. Тож це надало енергії серіалу, і додало сенсу».

## Показ і відгуки
Епізод вперше вийшов на телеканалі «Fox» 7 січня 2001 року. Він отримав рейтинг Нільсена 8,0, що означає — його бачили 8,0 % домогосподарств країни. Епізод переглянули 8,18 млн домогосподарств та 13,3 млн глядачів. Він був 36-м за кількістю переглядів епізодом тижня, що закінчився 3 грудня. Згодом був показаний у Великій Британії на телеканалі BBC Two 28 квітня 2002 року.
Епізод отримав переважно негативні відгуки критиків. Оглядачка «Телебачення без жалю» Джессіка Морган оцінила епізод на B-, і зазначила, що антагоніст серії «не робить дуже багато». Зак Гендлен з «The A.V. Club» надав епізоду оцінку «B-» і назвав його «цілком буденним», особливо в порівнянні з попереднім епізодом, «Via Negativa». Він вважав, що «оскільки все це дуже добре знайоме, і без того, щоб хтось із героїв вирізнявся, немає особливих причин передивитися ще раз». Зрештою, він дійшов висновку, що «„Surekill“ не страшний, це занадто легко побачити наскрізь».
Роберт Ширман та Ларс Пірсон у книзі «Хочемо вірити: критичний посібник з Цілком таємно, Мілленіуму та Самотніх стрільців» оцінили епізод 1 зіркою з п'яти. Вони висміювали епізод через «надмірну нудьгу», зауваживши: «ти з відкритим ротом дивуєшся, що Грег Вокер може розкрутити цю тему на сорок п'ять хвилин». Пола Вітаріс з «Cinefantastique» надала епізоду негативний відгук і нагородила його 1.5 зірки з чотирьох. Вітаріс зазначила, що епізод «виставляє себе занадто серйозно», що призвело до «неживих запрошених персонажів».

## Знімалися
| Актор             | Роль            |
| ----------------- | --------------- |
| Роберт Патрік     | Джон Доггетт    |
| Джилліан Андерсон | Дейна Скаллі    |
| Майкл Бовен       | Двайт Купер     |
| Джеймс Франко     | перший офіцер   |
| Ноель Гульємі     | перший гангстер |
| Патрик Кілпатрик  | Рендал Купер    |
| Келлі Веймір      | Теммі Пейтон    |